# Marzio Ginetti
Marzio Ginetti (né le 7 février 1586 à Velletri, dans le Latium, Italie, alors dans les États pontificaux, et mort à Rome, le 1er mars 1671) est un cardinal italien du XVIIe siècle. Il est l'oncle du cardinal Gianfrancesco Ginetti (1681).

## Biographie
Marzio Ginetti connaît bien le cardinal Maffeo Barberini, le futur pape Urbain VIII. Il exerce diverses fonctions au tribunal suprême de la Signature apostolique et comme auditeur du camerlingue de la Sainte-Église.
Il est créé cardinal in pectore par le pape Urbain VIII lors du consistoire du 19 janvier 1626. Sa création est publiée le 30 août 1627. 
Le cardinal Ginetti est préfet de la maison du Palais apostolique et du Saint-Père. Il est légat a latere en Autriche, légat à Bologne et légat à Ferrare. En 1636-1640 il est légat a latere à Cologne, pour promouvoir la paix entre les princes européens, ce qui va aboutir au traité de Westphalie. 
Il est préfet de la Congrégation des évêques, préfet de la Congrégation des rites et préfet de la Congrégation de l'immunité ecclésiastique. En 1666 il est vice-doyen du Collège des cardinaux.
Le cardinal Ginetti participe au conclave de 1655, lors duquel Alexandre VII est élu pape, et aux conclaves de 1667 (élection de Clément IX) et de 1669-1670 (élection de Clément X).

## Succession apostolique
Marzio Ginetti a ordonné les évêques suivants :
- Évêque Francisco Tello de León (es), O.SS.T. (1654)